# Circo Ciniselli
El Circo Ciniselli (en ruso: Цирк Чинизелли), también conocido como Circo Estatal Bolshoi de San Petersburgo, fue el primer circo estable construido en Rusia, inaugurado en 1877, situado junto al río Fontanka en San Petersburgo. Es considerado el edificio de circo más antiguo del mundo y uno de los mejores edificios de circo estable de Europa. Se ha convertido en la sede del primer circo de la Compañía Estatal de Circo Ruso.

## Historia
El artista italiano de circo Gaetano Ciniselli (1815-1881) visitó San Petersburgo por primera vez en 1845, como parte de la compañía de Alessandro Guerra. Volvió a Rusia en 1869, esta vez trabajando con Carl-Magnus Hinne, su cuñado, en sus circos de Moscú y San Petersburgo. Ciniselli se instaló en Rusia y heredó los circos de Hinne en 1875.
Tras el éxito de su circo, inició el proyecto para la construcción de un edificio. Ciniselli tuvo largas negociaciones con las autoridades de San Petersburgo, hasta que le concedieron el permiso para construir un edificio de piedra que se convertiría en un circo estable.

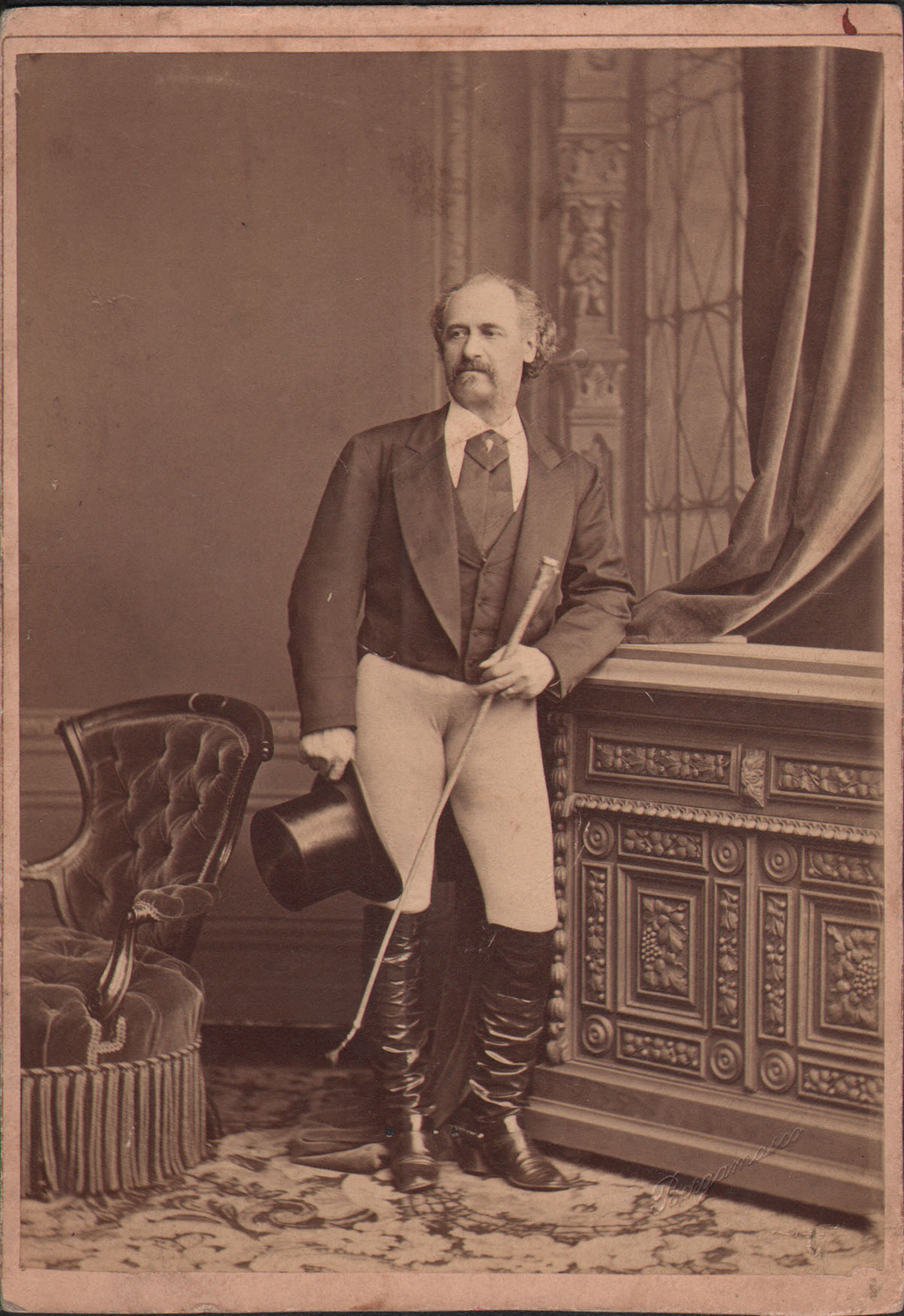
Gaetano Ciniselli

El edificio fue diseñado por el arquitecto fue Vasily Kenel e inaugurado el 26 de diciembre de 1877.  Con un diseño vanguardista y construido con novedosas técnicas de ingeniería, en el que no se utilizaron pilares interiores para sostener el techo abovedado con 49,7 metros de diámetro y una cúpula de cuatro niveles cubierta de lonas pintadas con imágenes del mundo circense. Cuenta con un escenario circular de 13 metros de diámetro y un auditorio con 1 200 asientos, forrados de terciopelo rojo. La decoración tenía motivos renacentistas y barrocos, líneas clásicas y decoración opulenta con oro y espejos. Para la iluminación se usaron lujosas lámparas de gas. En los vanos de las ventanas arqueadas, se colocaron esculturas de las musas: Melpómene en el centro, Euterpe en las ventanas izquierda y derecha de la fachada y Erató en las ventanas laterales del escultor italiano Enrico Butti. También contaba con establos con una capacidad para 150 caballos. Los programas se imprimían en seda en idiomas ruso y francés.
A menudo se alquilaba el edificio para albergar eventos de entretenimiento como el Campeonato Mundial de Lucha Libre en 1898 y la producción de la película Edipo Rey del director alemán Max Reinhardt, que presentó a Alexander Moissi en 1911. A esto le siguió la producción de la obra de teatro Macbeth con la actriz Maria Andreyeva y Feodor Chaliapin.
Tras la muerte de Ciniselli en 1881, su esposa Wilhelmina Ginne se hizo cargo de la dirección del circo hasta su muerte en 1886, a partir de este momento, la dirección fue asumida por su hijo Scipione Ciniselli hasta 1919, cuando emigró a París debido a la Revolución de Octubre. Este año, el circo pasó a formar parte de la  Compañía Estatal de Circo Ruso, bajo el nombre de Circo Estatal Bolshoi de San Petersburgo.
En 1924, Williams Truzzi se convirtió en el director del circo. Desde 1928, dos salas del edificio albergan el primer museo del mundo dedicado al circo, que en 2002 llegó a contar con más de 80 000 objetos expuestos. 
En las décadas de 1920 y 1930 las esculturas del edificio desaparecieron. Durante la época soviética el edificio fue objeto de diferentes remodelaciones. 
En el siglo XXI, desde 2013 y bajo la dirección del payaso ruso Slava Polunin, se inició una reconstrucción total del edificio, que se inauguró el 18 de diciembre de 2015, con el espectáculo de la temporada de navidad: 1001 Cenicienta. Polunin convirtió el circo en un laboratorio creativo y espacio de investigación artística, en el que también tienen cabida otras expresiones como la ópera, la pintura y el ballet. Este mismo año y en honor del bicentenario del nacimiento de Gaetano Ciniselli, el edificio recuperó su nombre original, Circo Ciniselli. 

Es el único edificio de circo estable del último tercio del siglo XIX en Rusia que ha sobrevivido hasta el siglo XXI.

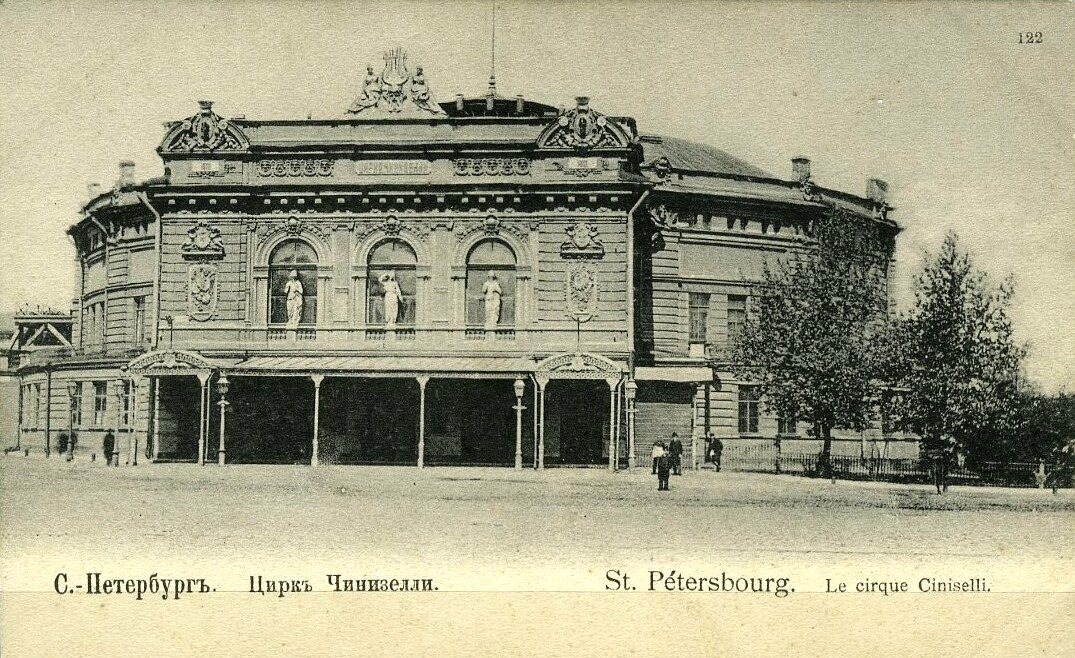
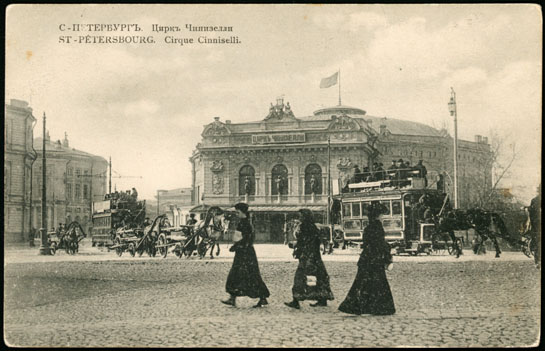
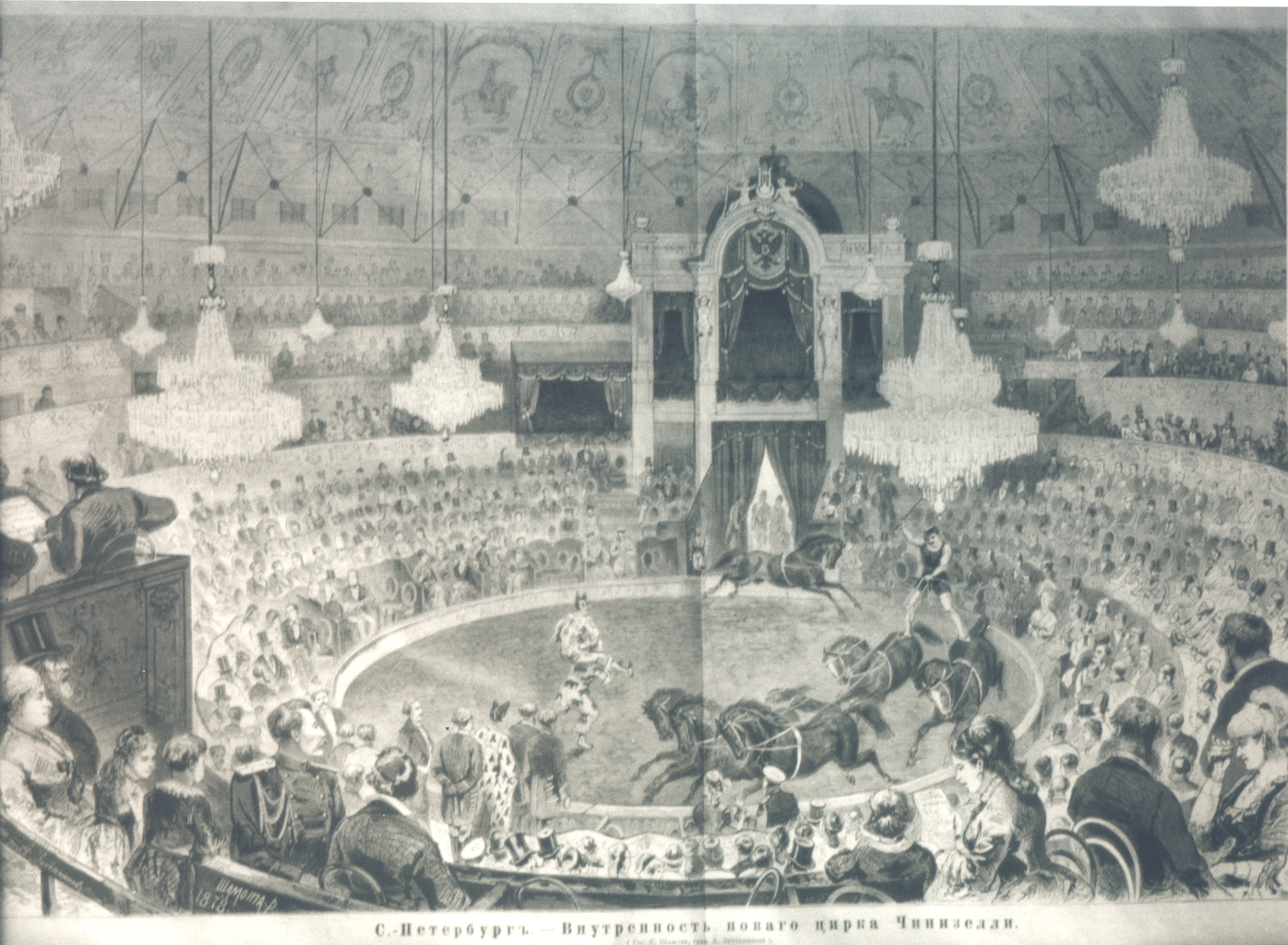
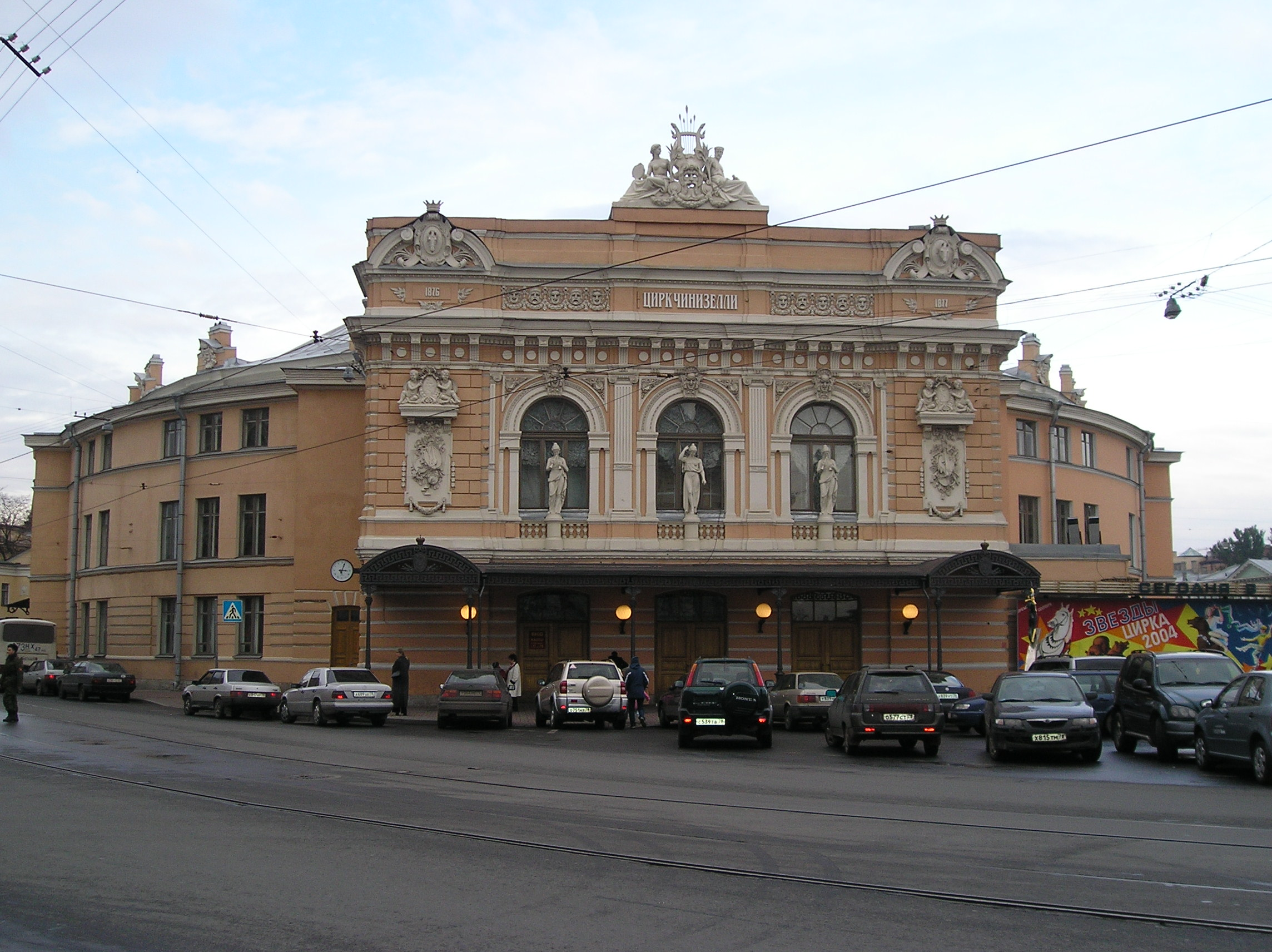
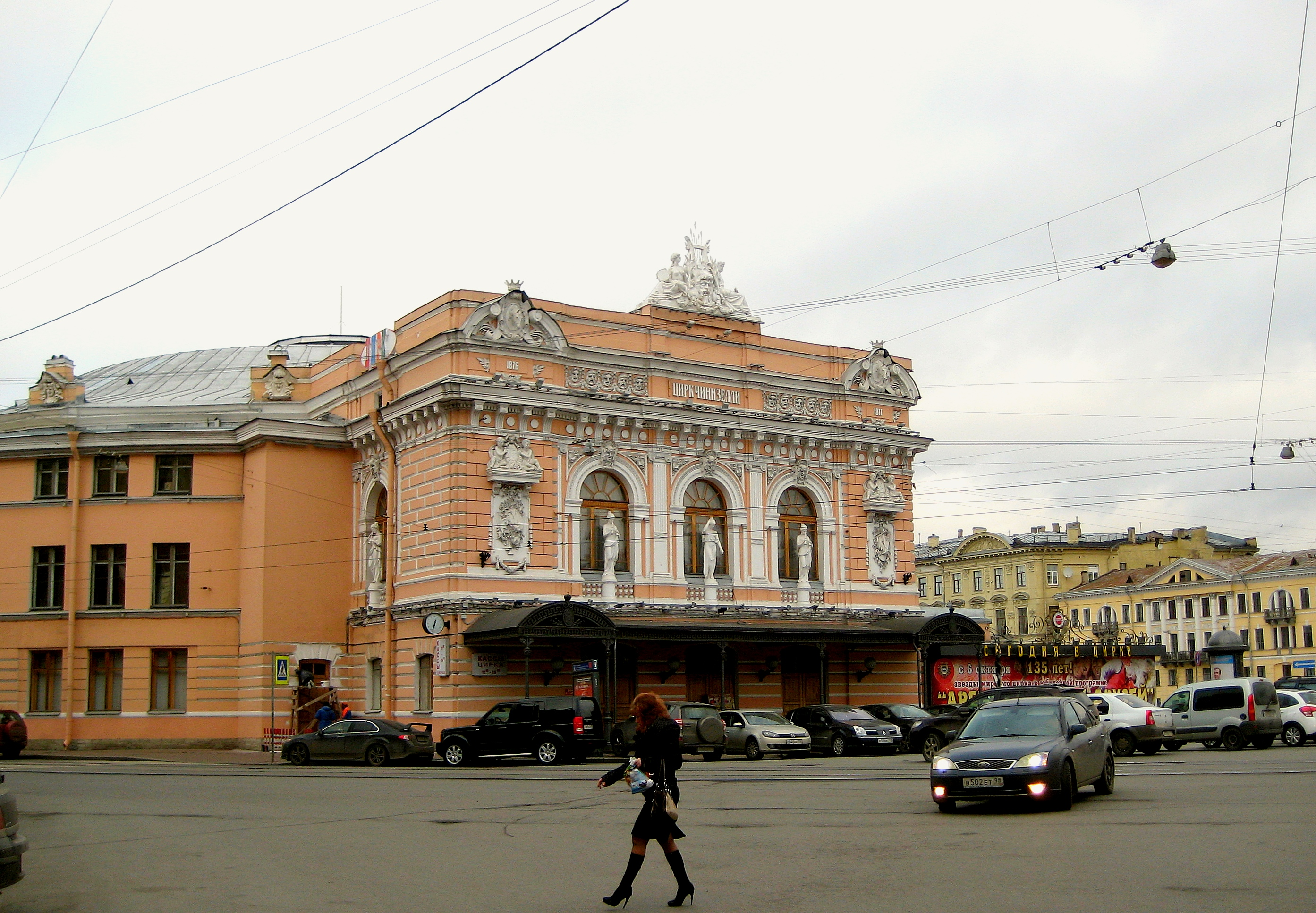
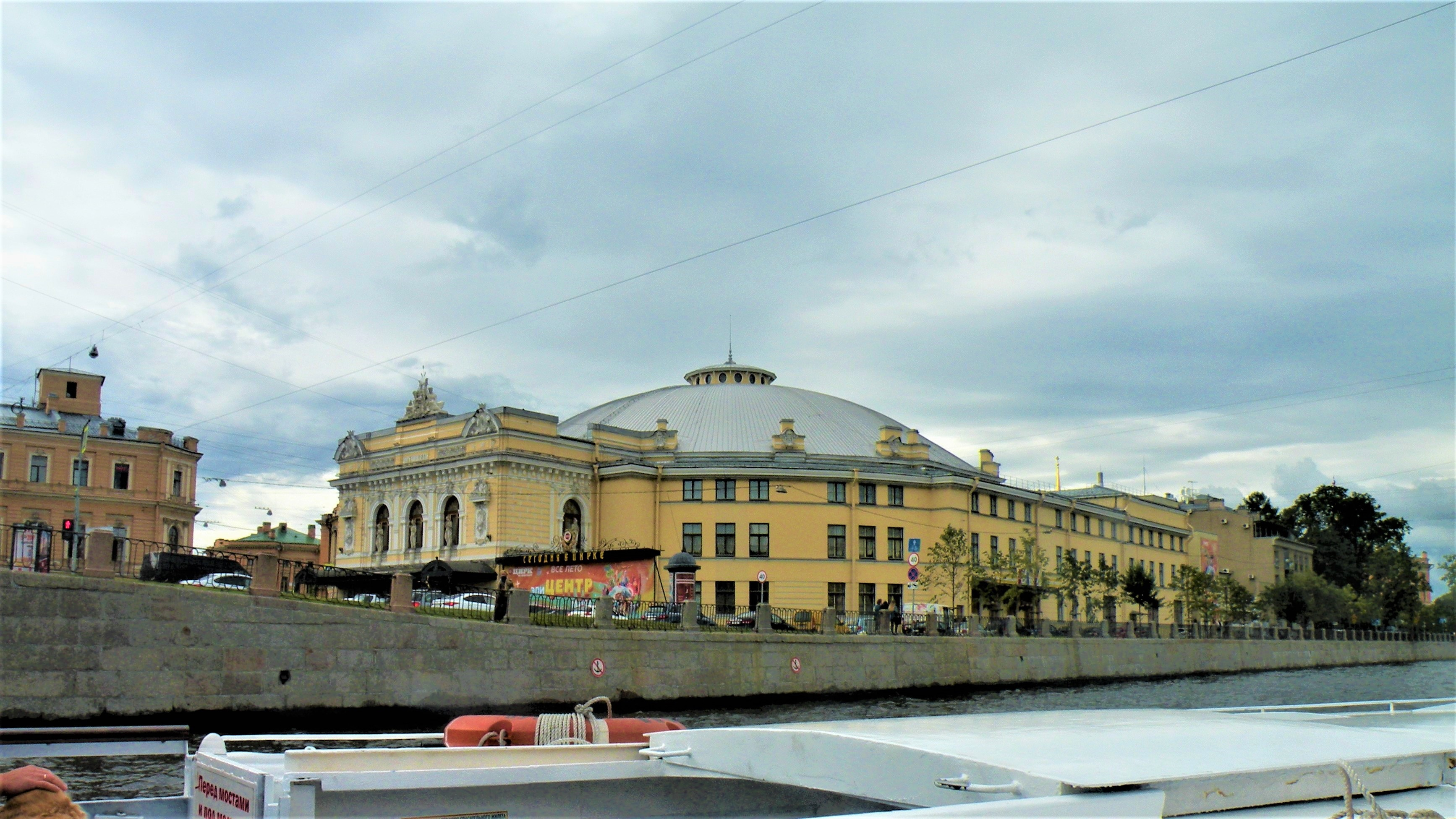
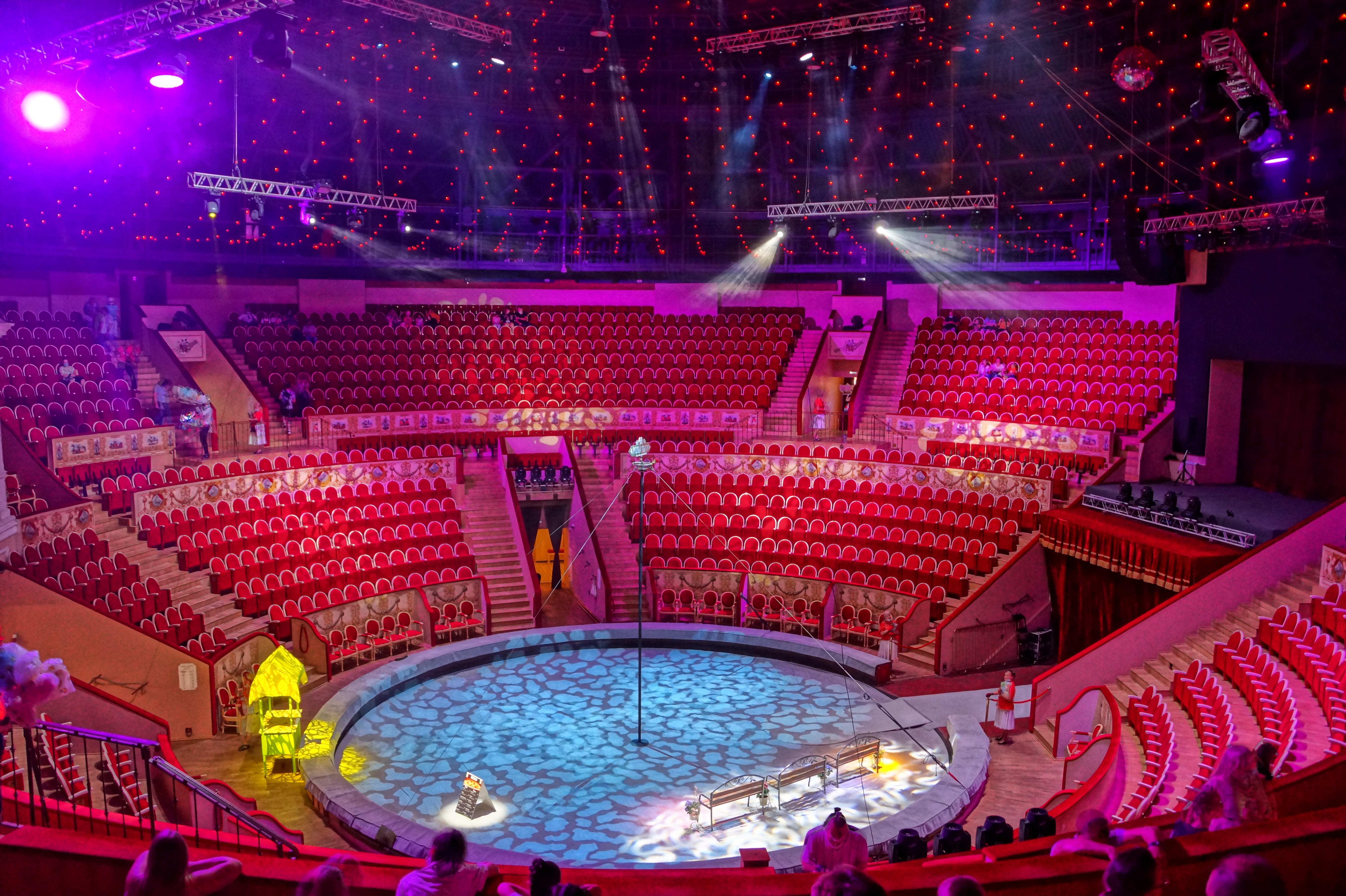

## En la cultura popular
El circo Ciniselli es el escenario donde se desarrolla gran parte de la novela Noches de Circo, de Angela Carter.